# Plavna (Bač)
Pour les articles homonymes, voir Plavna.
Plavna (en serbe cyrillique : Плавна ; en hongrois : Palona ; en allemand : Plawingen) est une localité de Serbie située dans la province autonome de Voïvodine. Elle fait partie de la municipalité de Bač dans le district de Bačka méridionale. Au recensement de 2011, elle comptait 1 308.
Plavna est officiellement classée parmi les villages de Serbie.

## Démographie

### Évolution historique de la population
| 1948  | 1953  | 1961  | 1971  | 1981  | 1991  | 2002  | 2011  |
| ----- | ----- | ----- | ----- | ----- | ----- | ----- | ----- |
| 2 350 | 2 560 | 2 662 | 2 033 | 1 712 | 1 538 | 1 392 | 1 308 |

|  |